# Sergej Kozko
Sergej Viktorovič Kozko (in russo Сергей Викторович Козко?; Stavropol', 12 aprile 1975) è un ex calciatore russo, di ruolo portiere.

## Palmarès

### Club
- Campionato russo: 1

Rubin Kazan': 2008